# 차별없는 일터지원단
차별없는 일터 지원단은 노사발전재단에서 불합리한 고용 차별을 해소하기 위해 시행하고 있는 사업으로 전국에 6개의 사업소를 두고 있다.

## 연혁
- 2010년 4월 28일: 노사발전재단 '차별없는 일터 지원단' 출범 / 서울(서울,강원)사무소 개소
- 2010년 5월 7일: 부천(인천,경기)사무소 개소
- 2010년 5월 11일: 창원(부산,경남)사무소 개소
- 2010년 5월 12일: 대전(대전,충청)사무소 개소
- 2010년 5월 13일: 전주(광주,전라)사무소 개소
- 2010년 5월 14일: 대구(대구,경북)사무소 개소

## 이용 대상자
현재 재직중이거나 취업을 준비하는 여성, 고령자, 장애인, 비정규직 근로자와 고용평등에 관심있는 기업이면 누구나 이용할 수 있다.

## 지원 서비스
- 교육
  - 고용차별 예방을 위한 교육, 차별예방 매뉴얼 제공
  - 사업주, 근로자 등 대상별 맞춤교육 및 전문강사 양성교육 실시하고 온라인 교육(E-Learning)병행 운영
  - 기본 교재 및 표준근로계약서(취업규칙) 제공
- 상담/컨설팅
  - 고용전문가의 상담 및 컨설팅 제공
  - 온라인 e-상담, 전화상담 및 찾아가는 상담 제공
  - 근로자의 심리지원프로그램(EAP)운영
  - 인사/노무관리체계 재설계 등 기업문화 개선 컨성팅 지원
  - 고용차별 개선을 위한 지역 내 노사단체 등의 네트워크 구축 지원
  - 지역의 특성을 고려한 지역간 협의체 구성 지원
  - 차별없는 일터 만들기 캠페인 전개